# Prix Doggett
Pour les articles homonymes, voir Doggett.
Le prix LeRoy E. Doggett est une distinction décernée tous les deux ans par la Division d'astronomie historique de l'Union américaine d'astronomie pour les personnes qui ont influencé de manière significative le domaine de l'histoire de l'astronomie grâce à un effort tout au long de leur carrière. Le prix est un hommage à LeRoy Doggett, qui était un membre actif et très apprécié de la Division et qui occupait le poste de secrétaire-trésorier au moment de son décès prématuré.

## Lauréats
- 1998 : Curtis Wilson
- 2000 : Owen Gingerich[2]
- 2002 : Donald Osterbrock[3]
- 2004 : Michael Hoskin[4]
- 2006 : Steven J. Dick[5]
- 2008 : David H. DeVorkin
- 2010 : Michael J. Crowe[6]
- 2012 : Woodruff T. Sullivan III
- 2014 : F. Richard Stephenson
- 2016 : Albert van Helden
- 2018 : Sara J. Schechner[7]
- 2020 : Robert W. Smith
- 2022 : William H. Donahue[8]
- 2024 : Wayne Orchiston[9]